# Miguel Ángel Oliver Fernández
Miguel Ángel Oliver Fernández (Madrid, 7 de novembre de 1963), és un periodista i polític espanyol, fou secretari d'Estat de Comunicació del govern de Pedro Sánchez entre 2018 i 2021. Està casat i té tres fills.

## Biografia
Edita i presenta Noticias Cuatro 2, de dilluns a divendres, des de setembre de 2014.
És llicenciat en Ciències de la Informació per la Universitat Complutense de Madrid. Va treballar en la Cadena Ser des de 1983 fins a 2005. La seva incorporació a la Societat Espanyola de Radiodifusió es va produir com a becari del Gabinet d'Estudis i Ciències de la Comunicació. Després d'aquest període d'aprenentatge, va ser destinat en 1984 a Radio Bilbao, on va romandre fins a 1988.
Després de la seva reincorporació a la redacció central de la SER, en 1988, va passar pels equips informatius de Matinal i Redacció Madrid. Posteriorment va ser nomenat director d'Hora 20 i subdirector d'Hora 25 en 1997, càrrecs que va exercir fins a 2000, quan va passar a dirigir el programa El Foro i es va fer càrrec com a redactor-cap de la secció d'informació local de Ràdio Madrid. A partir de 2000 va simultanejar aquesta tasca amb les substitucions d'Iñaki Gabilondo en el programa Hoy por hoy. Al novembre de 2005, a causa de la creació per part de Prisa de la cadena de televisió Cuatro, va passar a dirigir Noticias Cuatro cap de setmana, informatiu que ha presentat durant nou temporades amb Marta Reyero.
En 2010 es va incorporar a la Junta Directiva de l'Acadèmia de les Ciències i les Arts de Televisió d'Espanya, presidida per Manuel Campo Vidal, de la qual va ser, juntament amb la desapareguda Concha García Campoy, un dels seus portaveus. En 2011 Cuatro es fusiona amb Telecinco i des de llavors pertany a Mediaset España Comunicación. En televisió va dirigir i va presentar amb anterioritat diversos programes de debat social i polític a Telemadrid i a Localia Televisión, com "Los tres pies del gato" i "Voz i voto".
Moderador habitual de debats i conferències, imparteix també classes universitàries en diferents centres de Madrid. Com a professor associat, ha exposat la seva experiència en ràdio i televisió a la Universitat Rey Juan Carlos i ha format part del quadre docent del Màster de Periodisme de la Universitat Antonio Nebrija, així com del Màster en Reporterisme en Televisió, així mateix a la Universitat Rey Juan Carlos. A més, ha moderat el Fòrum Cisneros de debats polítics a Alcalá de Henares i ha escrit articles de premsa en l'edició madrilenya de La Vanguardia i en el setmanari El Siglo. Ha rebut dues vegades l'Antena de Plata de radiodifusió i Antena de Oro 2014.
Al febrer de 2016 va començar a presentar el programa de debat polític Toma partido del canal Cuatro. Des de gener del 2017 presenta notícies quatre nit amb Ane Ibarzabal.
El 6 de juny de 2018 s'anuncia la seva marxa de Cuatro (cadena en la qual estava des de la seva fundació) i de Mediaset España Comunicación en ser nomenat Secretari d'Estat de Comunicació pel President Pedro Sánchez. Ocupà el càrrec fins al juliol de 2021 quan fou reemplaçat pel reusenc Francesc Vallès Vives.
El desembre de 2023 fou proposat com a president de l'Agència EFE.